# عبدالاحد کرزای
عبدالاحد کرزای (زادهٔ ۱۹۲۲ – درگذشتهٔ ۱۴ ژوئیه ۱۹۹۹) یک سیاست‌مدار اهل افغانستان بود.